# SBS Broadcasting Group
Die SBS Broadcasting Group (Scandinavian Broadcasting Systems) war eines der führenden Medienunternehmen Europas mit Sitz in Luxemburg.

## Geschichte
Im Jahr 1989 wurde TV Norge von Harry Evans Sloan in Norwegen gegründet. Durch den US-Filmproduzenten Harry Evans Sloan wurde im Jahr 1991 TV1 gegründet und eingebracht. Im Jahr 1993 fand der Börsengang statt. Der Sender SBS6 aus Schweden wurde im Jahr 1995 eingebracht.
Am 22. August 2005 wurde bekannt, dass 74 % von SBS für insgesamt 1,7 Milliarden € von den beiden Beteiligungsgesellschaften Permira und Kohlberg Kravis Roberts & Co. (kurz KKR) übernommen wurden. Die Telegraaf Media Gruppe, der größte niederländische Zeitungsverlag besitzt 20 %, das SBS-Management hält 6 %.
Am 14. Dezember 2006 wurde zudem die geplante Fusion mit der deutschen ProSiebenSat.1 Media mit Hauptsitz in München bekannt. ProSiebenSat.1 hat im Sommer 2007 100 % der SBS für insgesamt 3,3 Milliarden € übernommen und wurde dadurch zum zweitgrößten TV-Anbieter in Europa mit einem jährlichen Umsatz von ca. 3,1 Milliarden €. SBS ging somit komplett innerhalb der ProSiebenSat.1 Media auf.
Zuletzt betrieb SBS 19 Fernsehsender, 20 Pay-TV-Sender und 24 Hörfunksender, vor allem in Skandinavien und Osteuropa und verlegte darüber hinaus in den Niederlanden zwei Programmzeitschriften. Im Jahr 2003 beschäftigte die Gruppe 2000 Mitarbeiter; in 2006 machte sie einen Umsatz von 1.000,6 Mio. €.